# Trypeta submicans
Trypeta submicans är en tvåvingeart som beskrevs av Zia 1938. Trypeta submicans ingår i släktet Trypeta och familjen borrflugor. Inga underarter finns listade i Catalogue of Life.